# Robert Morse

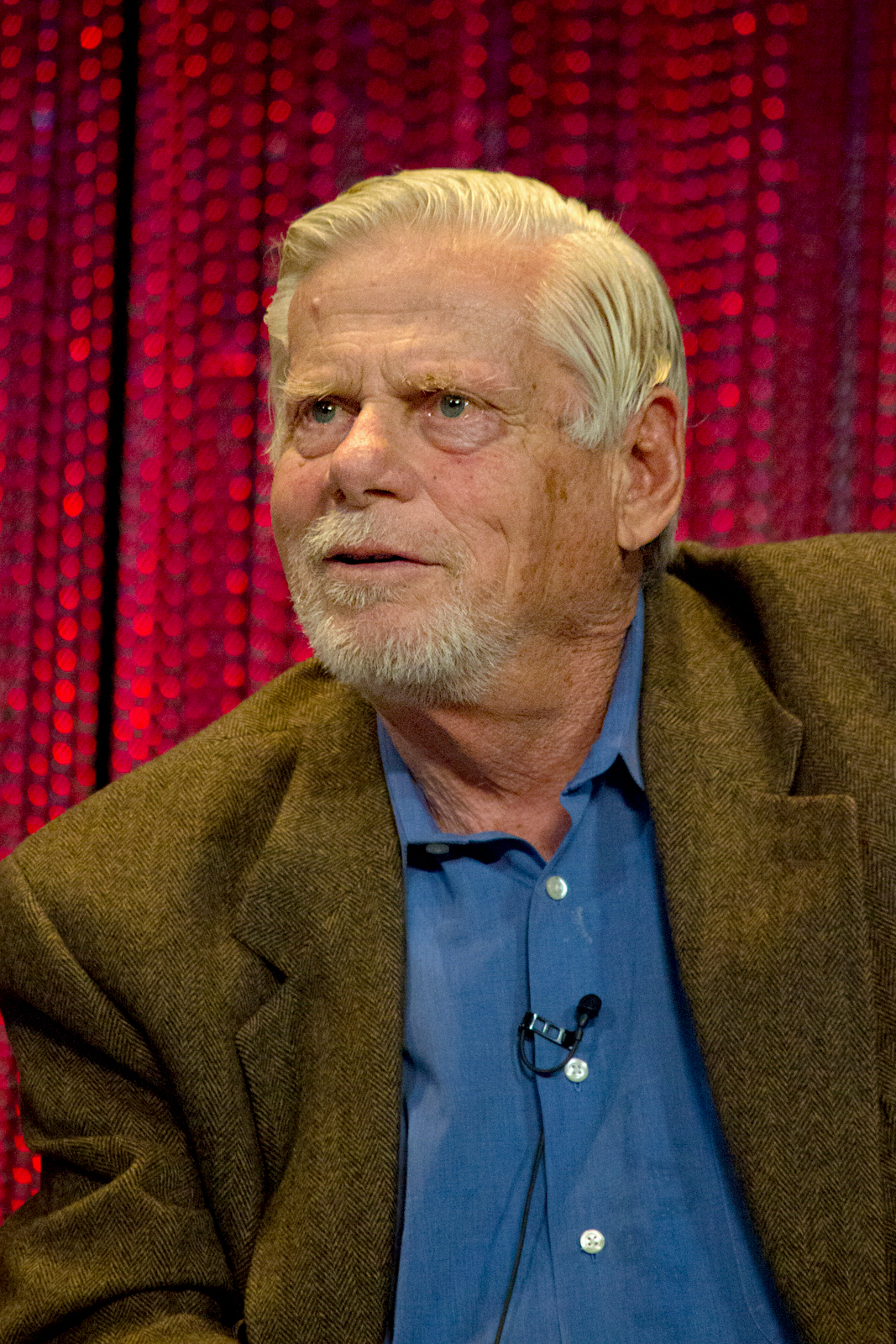
Robert Morse (2014)

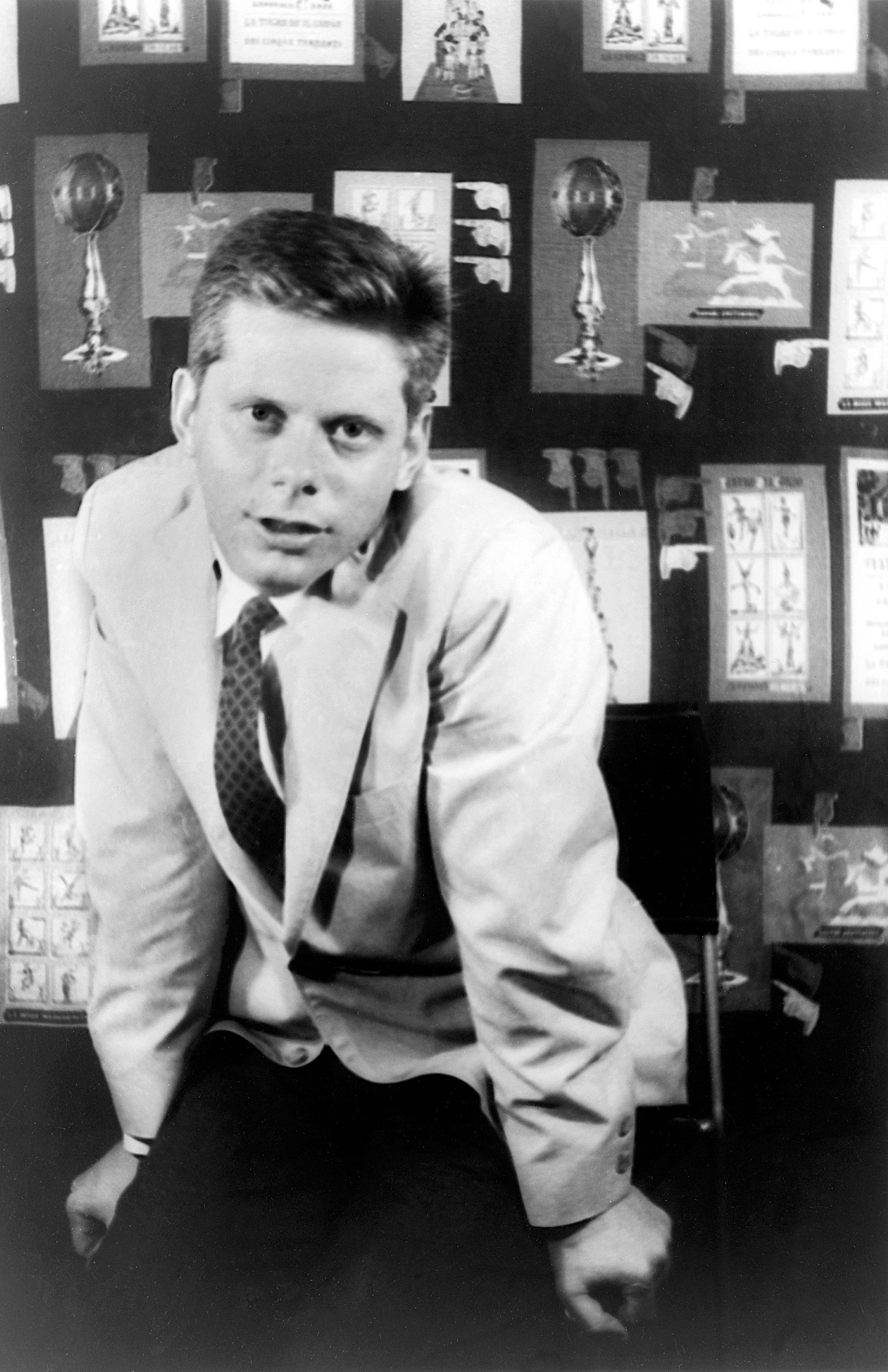
Robert Morse (1958)

Robert Morse (* 18. Mai 1931 in Newton, Massachusetts; † 20. April 2022 in Los Angeles, Kalifornien) war ein US-amerikanischer Theater- und Filmschauspieler. Er war zweifacher Tony-Preisträger; zu seinen bekanntesten Rollen zählen die Hauptfigur in dem Musical How to Succeed in Business Without Really Trying und die des Bertram Cooper in der Fernsehserie Mad Men (2007–2015).

## Leben und Wirken

### Frühes Leben und Durchbruch als Schauspieler
Bereits in der Highschool nahm er als Darsteller und Regisseur an Schulaufführungen teil. Als professioneller Schauspieler debütierte er 1949 mit der Rolle des Gabey in dem Musical On the Town. Danach ging er nach New York City. Zunächst schlug er sich mit Jobs als Verkäufer und Beleuchter in Manhattan durch. Er diente vier Jahre in der US Navy und nahm am Koreakrieg teil. Anschließend studierte er im Zuge der G. I. Bill of Rights Schauspiel in einem Kurs der Organisation American Theatre Wing.
Bei einem Einsatz als Lichtdouble in der Show Name That Tune wurde ein Agent auf ihn aufmerksam. Über ihn bekam Morse seine erste Filmrolle, einen kleinen Auftritt in dem Kriegsmelodram Auch Helden können weinen, bei dem er nicht im Abspann erschien. Außerdem vermittelte der Agent ihm ein Treffen mit Theaterregisseur Tyrone Guthrie, der daraufhin die Rolle des Barnaby Tucker in der Broadway-Komödie The Matchmaker mit ihm besetzte. Morse spielte diesen Part von 1955 bis 1957 am New Yorker Booth Theater und anschließend auch im gleichnamigen Spielfilm von Joseph Anthony. Ab diesem Zeitpunkt stand er kontinuierlich auf der Bühne und vor der Kamera, wobei er als Theaterschauspieler erfolgreicher war.

### Theater
Für seinen zweiten Broadway-Auftritt als Ted Snow in dem Musical Say, Darling wurde Morse mit einem Theatre World Award ausgezeichnet und erstmals für einen Tony Award nominiert. Letzteres gelang ihm im Jahr darauf erneut mit dem Musical Take Me Along, bei dem er als Ko-Star geführt wurde, während Jackie Gleason und Eileen Herlie (1918–2008) die Hauptrollen spielten. Ab 1961 übernahm Morse die zentrale Rolle des beruflich ambitionierten Fensterputzers J. Pierrepont Finch in der Pulitzer-Preis-prämierten Musical-Komödie How to Succeed in Business Without Really Trying. Diese brachte ihm im Folgejahr seinen ersten Tony Award in der Kategorie Bester Hauptdarsteller in einem Musical ein.
Auch für die darauf folgende Hauptrolle des Jerry im Musical Sugar, einer Adaption von Manche mögen’s heiß, konnte Morse Preise wie den Drama Desk Award und eine weitere Tony-Nominierung gewinnen. Seine letzte Broadway-Rolle hatte er 1990 als Solo-Darsteller in Jay Presson Allens Theaterstück Tru, wo er Truman Capote verkörperte. Dafür wurde er zum zweiten Mal mit einem Tony Award ausgezeichnet.

### Film und Fernsehen
Seit Mitte der 1950er-Jahre wirkte Morse an Film- und Fernsehproduktionen mit. Seine erste nennenswerte Kinorolle hatte er 1958 in der Liebeskomödie Die Heiratsvermittlerin an der Seite von Shirley MacLaine und Anthony Perkins, der Verfilmung seines Bühnenerfolges The Matchmaker. 
In den 1960er-Jahren erhielt Morse mehrere Hauptrollen in Hollywood-Filmen. Darunter zählen unter anderem die des jungen Dichters Dennis Barlow auf Abwegen in Hollywood in der ebenso schwarzhumorigen wie starbesetzten Evelyn-Waugh-Verfilmung Tod in Hollywood (1965) von Tony Richardson, sowie die des Ed Stander in der Komödie Leitfaden für Seitensprünge (1967) an der Seite von Walter Matthau. Im selben Jahr spielte er auch die Hauptrolle in der Verfilmung von How to Succeed in Business Without Really Trying (dt. Wie man Erfolg hat, ohne sich besonders anzustrengen) unter Regie von David Swift. 1968 übernahmen er und Doris Day die Hauptrollen in Als das Licht ausging. In dem wechselhaften Hollywood der 1960er-Jahre, unmittelbar vor Beginn des New Hollywood, konnte Morse sich allerdings nicht dauerhaft als Filmstar etablieren. 
Ab den 1970ern war er vorwiegend als Gastdarsteller in Fernsehserien zu sehen, daneben blieb das Theater sein eigentliches Metier. 1992 wurde das Broadwaystück Tru im Rahmen der PBS-Reihe American Playhouse für das Fernsehen verfilmt. Er übernahm auch hier die Rolle des Capote und gewann dafür einen Emmy in der Kategorie Outstanding Lead Actor in a Miniseries or Special.
Im Alter von 76 Jahren, als Morse seine Schauspielkarriere bereits als beendet betrachtete, wurde ihm die wiederkehrende Rolle des Bertram Cooper in der Fernsehserie Mad Men angeboten. Diese Entscheidung ging von dem Erfinder der Serie Matthew Weiner aus, der sich im Laufe seiner Recherchen über die 1960er Jahre unter anderem den Leitfaden für Seitensprünge angesehen und Morse so entdeckt hatte. Von 2007 bis 2015 gehörte dieser zur festen Besetzung der Serie und wurde fünfmal für einen Emmy in der Kategorie Outstanding Guest Actor in a Drama Series nominiert. In der Rolle des Seniorpartners einer Werbefirma war Morse so beliebt, dass seine Figur ab der dritten Staffel von einer wiederkehrenden Nebenrolle zu einer der Hauptrollen hochgestuft wurde. 
2016 verkörperte Morse die Nebenrolle des Journalisten Dominick Dunne in der ersten Staffel der Serie American Crime Story, die von dem Strafprozess gegen O. J. Simpson handelt. Insgesamt umfasst sein filmisches Schaffen zwischen 1954 und 2009 mehr als 75 Film- und Fernsehproduktionen.

### Privates
Morse war von 1960 bis 1981 mit der Tänzerin und Theaterdarstellerin Carole D’Andrea (1937–2025) verheiratet. Aus dieser Ehe gingen drei Töchter hervor, unter anderem die Schauspielerin Robin Morse (* 1963). 1989 heiratete er Elizabeth Roberts, mit der er zwei weitere Kinder bekam. Er starb am 20. April 2022 im Alter von 90 Jahren in Los Angeles.

## Theaterauftritte (Auswahl)
- 1955–1957: The Matchmaker
- 1958–1959: Say, Darling
- 1959–1960: Take Me Along
- 1961–1965: How to Succeed in Business Without Really Trying
- 1972–1973: Sugar
- 1976: So Long, 174th Street
- 1989–1990: Tru

## Filmografie (Auswahl)
- 1954: The Secret Storm (Fernsehserie, mehrere Folgen)
- 1956: Auch Helden können weinen (The Proud and Profane)
- 1958: Die Heiratsvermittlerin (The Matchmaker)
- 1959, 1960: Alfred Hitchcock präsentiert (Alfred Hitchcock Presents, Fernsehserie, 2 Folgen)
- 1961: Gnadenlose Stadt (Naked City, Fernsehserie, Folge 2x30)
- 1963: Der Kardinal (The Cardinal)
- 1964: Hotel für Liebespaare (Honeymoon Hotel)
- 1964: Rasch – bevor es schmilzt (Quick, Before It Melts)
- 1965: Tod in Hollywood (The Loved One)
- 1967: O Vater, armer Vater, Mutter hängt dich in den Schrank und ich bin ganz krank (Oh Dad, Poor Dad, Mamma’s Hung You in the Closet and I’m Feelin’ So Sad)
- 1967: Wie man Erfolg hat, ohne sich besonders anzustrengen (How to Succeed in Business Without Really Trying)
- 1967: Leitfaden für Seitensprünge (A Guide for the Married Man)
- 1968: Als das Licht ausging (Where Were You When the Lights Went Out?)
- 1968–1969: That’s Life (Fernsehserie, 26 Folgen)
- 1970: Die Bruchschiffer (The Boatniks)
- 1971: Alias Smith und Jones (Alias Smith and Jones, Fernsehserie, Folge 2x01)
- 1978: Fantasy Island (Fernsehserie, Folge 2x10)
- 1979: Jack Frost (Fernsehfilm, Stimme von Jack Frost)
- 1984: Ein Colt für alle Fälle (The Fall Guy, Fernsehserie, Folge 3x16)
- 1984: Ein Duke kommt selten allein (The Dukes of Hazzard, Fernsehserie, Folge 6x18 How to Succeed in Hazzard)
- 1984: Der Model-Killer (Calendar Girl Murders, Fernsehfilm)
- 1985: Mord ist ihr Hobby (Murder, She Wrote, Fernsehserie, Folge 1x11 Broadway Malady)
- 1985: Trapper John, M.D. (Fernsehserie, Folge 6x19)
- 1986–1987: Die Wauzis (Pound Puppies, Fernsehserie, 25 Folgen, Stimme von Howler)
- 1987: Hunk
- 1987: Des Kaisers neue Kleider (The Emperor’s New Clothes)
- 1993: Wild Palms (Miniserie, 3 Folgen)
- 1995: Eine unheimliche Familie zum Schreien (Here Come the Munsters, Fernsehfilm)
- 1998: Susan (Suddenly Susan, Fernsehserie, Folge 3x09)
- 2000: City of Angels (Fernsehserie, 14 Folgen)
- 2007–2015: Mad Men (Fernsehserie, 74 Folgen)
- 2012: The Man Who Shook the Hand of Vicente Fernandez
- 2014: Die Legende von Korra (The Legend of Korra, Fernsehserie, Folge 4x01, Stimme)
- 2015–2021: Teen Titans Go! (Fernsehserie, 11 Folgen, Stimme von Santa Claus)
- 2016: American Crime Story (Fernsehserie, 6 Folgen)
- 2016: Donald Trump’s The Art of the Deal: The Movie (Fernsehfilm)
- 2019: Teen Titans Go! vs. Teen Titans (Stimme von Santa Claus)

## Auszeichnungen/Nominierungen
- 1958 Theatre-World-Award-Preisträger
- 1959, 1960 und 1973 nominiert für den Tony Award
- 1962 und 1990 Tony-Award-Preisträger
- 1965 und 1967 nominiert für den Laurel Award
- 1972 und 1990 Drama-Desk-Award-Preisträger
- 1993 Emmy-Award-Preisträger
- 2008, 2010, 2011 und 2014 nominiert für den Emmy Award
- 2008 und 2011 nominiert für den Screen Actors Guild Award
- 2009 und 2010 Screen-Actors-Guild-Award-Preisträger